# La Concepción, Ometepec
La Concepción är en ort i Mexiko.   Den ligger i kommunen Ometepec och delstaten Guerrero, i den sydöstra delen av landet, 300 km söder om huvudstaden Mexico City. La Concepción ligger 771 meter över havet och antalet invånare är 764.
Terrängen runt La Concepción är huvudsakligen kuperad. La Concepción ligger uppe på en höjd. Runt La Concepción är det ganska tätbefolkat, med 116 invånare per kvadratkilometer. Närmaste större samhälle är Ometepec, 16,2 km väster om La Concepción. Omgivningarna runt La Concepción är en mosaik av jordbruksmark och naturlig växtlighet.